# 세키모토 고이치
세키모토 고이치(일본어: 関本 恒一, 1978년 5월 23일 ~ 2016년 1월 23일)는 일본의 전 축구인이다.

## 구단 경력
1997년 재팬 풋볼 리그의 사간 도스에 입단했다. 1999년부터 J2리그로 승격했다. 2002년까지 89경기에 출전하여, 2득점을 넣었다. 2002년후 현역 은퇴. 2013년부터 2014년까지 FC 이세 시마에서 뛰었다. 

## 사망
2014년 8월, 그는 골육종 진단을 받고 투병을 이어갔으나, 결국 회복하지 못하고 2016년 1월 23일에 암의 일종인 평활근육종으로 인해 37세의 나이로 생을 마감하였다.